# Liste der Monuments historiques in Saint-Martin-sur-Oust
Die Liste der Monuments historiques in Saint-Martin-sur-Oust führt die Monuments historiques in der französischen Gemeinde Saint-Martin-sur-Oust auf.

## Liste der Bauwerke
| Bezeichnung       | Beschreibung | Standort              | Kennzeichnung | Schutzstatus | Datum | Bild |
| ----------------- | ------------ | --------------------- | ------------- | ------------ | ----- | ---- |
| Schloss Castellan |              | (Lage)                | PA00091695    | Inscrit      | 1980  |      |
| Wegekreuz         |              | Saint-Mathurin (Lage) | PA00091696    | Inscrit      | 1928  |      |

## Liste der Objekte
- Monuments historiques (Objekte) in Saint-Martin-sur-Oust in der Base Palissy des französischen Kultusministeriums